# Rhinocricus prussicolor
Rhinocricus prussicolor är en mångfotingart som beskrevs av Carl Graf Attems 1943. Rhinocricus prussicolor ingår i släktet Rhinocricus och familjen Rhinocricidae. Inga underarter finns listade i Catalogue of Life.